# 祖尔东·萨比尔
祖尔东·沙比尔（1937年4月—1998年8月13日，維吾爾語：زوردۇن سابىر‎），又记作祖尔东·萨比尔，中国作家，维吾尔族。

## 生平
1957年毕业于伊犁师范学校，1981年毕业于鲁迅文学院。曾在兰州西北民族学院学习，后留院工作。历任新疆人民出版社编辑，新疆文联、新疆作家协会副主席、新疆政协常委，少数民族历史文化研究会常务理事。1962年开始发表作品。1979年加入中国作家协会。

## 作品
长篇小说《阿布拉力风云》、《探索》(上、下部)、《父亲》、《故乡》（三部曲）；
短篇小说集《露珠》、《忠诚》、《忘不了你，古丽赛莱》、《无头无尾的信》、《沙枣树窃窃私语》；
中篇小说集《柏叶》、《朦胧的窗户》，话剧剧本《雾》、《啊，土路》、《金雕》、《苏比海》、《柏叶》等。